# Логіново (Островський район)
Логіново (рос. Логиново) — присілок в Островському районі Костромської області Російської Федерації.
Населення становить 345 осіб. Входить до складу муніципального утворення Островське сільське поселення.

## Історія
Від 1944 року населений пункт належить до Костромської області.
Від 2007 року входить до складу муніципального утворення Островське сільське поселення.

## Населення
| 2008 | 2010 | 2014 |
| ---- | ---- | ---- |
| 356  | ↘324 | ↗345 |